# Isabella Ginor
Isabella Ginor (russisch Изабелла Гинор; hebräisch איזבלה גינור; * 1948 in der Ukraine) ist eine israelische Journalistin.

## Leben und Karriere
Sie zog 1967 nach Israel, wo sie bis 1982 an der Universität Tel Aviv studierte. Ab 1968 arbeitete Giron als Journalistin für Zeitschriften wie Haaretz und Yediot Ahronot; ihre Themenschwerpunkte waren die Entwicklungen in der damaligen Sowjetunion und später ihrer Nachfolgestaaten. Darüber hinaus war sie für die russischsprachige Ausgabe der BBC und israelische Fernsehsender als Kommentatorin tätig.
2008 wurde sie zusammen mit ihrem Co-Autoren Gideon Remez vom Washington Institute for Near East Policy für das gemeinsame Buch Foxbats over Dimona mit der Silbermedaille ausgezeichnet. 2016 veröffentlichte sie, wiederum mit Gideon Ramirez, das Buch The Soviet-Israeli War, 1967–1973: The USSR’s Military Intervention in the Egyptian-Israeli Conflict. Hier stellte sie die 1972 erfolgte außenpolitische Abkehr des ägyptischen Präsidenten Anwar as-Sadat von der Sowjetunion hin zu den Vereinigten Staaten in Frage; eine Position, die sie in einem Artikel in der Jerusalem Post 2017 erläuterte. Tatsächlich wurde Ägypten 1973 im Jom-Kippur-Krieg von der Sowjetunion militärisch unterstützt.

## Publikationen
- מטפורה. ספרית פועלים, 1989, S. 128 (russisch, eingeschränkte Vorschau in der Google-Buchsuche).
- How Six Day war almost led to Armageddon. In: The Guardian. 10. Juni 2000, abgerufen am 21. Juni 2012.
- Джихад из Багдада. In: Время новостей, N°144. 11. Oktober 2000, abgerufen am 21. Juni 2012.
- Арафат забыт, но не прощен. In: Время новостей. 7. März 2002, abgerufen am 21. Juni 2012.
- THE COLD WAR'S LONGEST COVER-UP: HOW AND WHY THE USSR INSTIGATED THE 1967 WAR. In: MIDDLE EAST REVIEW OF INTERNATIONAL AFFAIRS (MERIA) JOURNAL Volume 7, Number 3 (September 2003). Abgerufen am 21. Juni 2012.
- Москва собиралась уничтожить Израиль. In: Едиот Ахронот. 24. April 2003, abgerufen am 21. Juni 2012.
- mit Гидеон Ремез: Судный день Советского Союза начался на Востоке. vremya.ru, 6. Oktober 2003, abgerufen am 21. Juni 2012.
- mit Gideon Remez: Un-Finnished Business: A Never-sent Diplomatic Note Confirms Moscow's Premeditation of the Six-Day War. In: The Sixth Nordic Conference on Middle Eastern Studies : Revised draft. Danish Institute for International Studies, DIIS, Copenhagen 8-10 October 2004.
- mit Gideon Remez: Foxbats Over Dimona: The Soviets' Nuclear Gamble in the Six-Day War. Yale University Press, 2007, ISBN 978-0-300-12317-3.
- mit Гидеон Ремез: "Время новостей": Ядерные игры перед короткой войной. newsru.co.il, 5. Juni 2007, abgerufen am 21. Juni 2012.
- mit Gideon Remez: Analysis: Back to the USSR. jpost.com, 8. Oktober 2008, abgerufen am 21. Juni 2012.
- mit Gideon Remez: The Six-Day War as a Soviet Initiativ: New Evidence and Methodological Issues. worldsecuritynetwork.com, 8. September 2008, abgerufen am 21. Juni 2012.
- mit Гидеон Ремез: Кровавая ближневосточная ничья. Неоцененный вклад Советского Союза в войну Судного дня. vremya.ru, 6. Oktober 2008, abgerufen am 21. Juni 2012.
- Обама, Нетаньяху и Аббас встречаются в Нью-Йорке. rfi.fr, 21. September 2009, abgerufen am 21. Juni 2012.